# 別熱茨克區

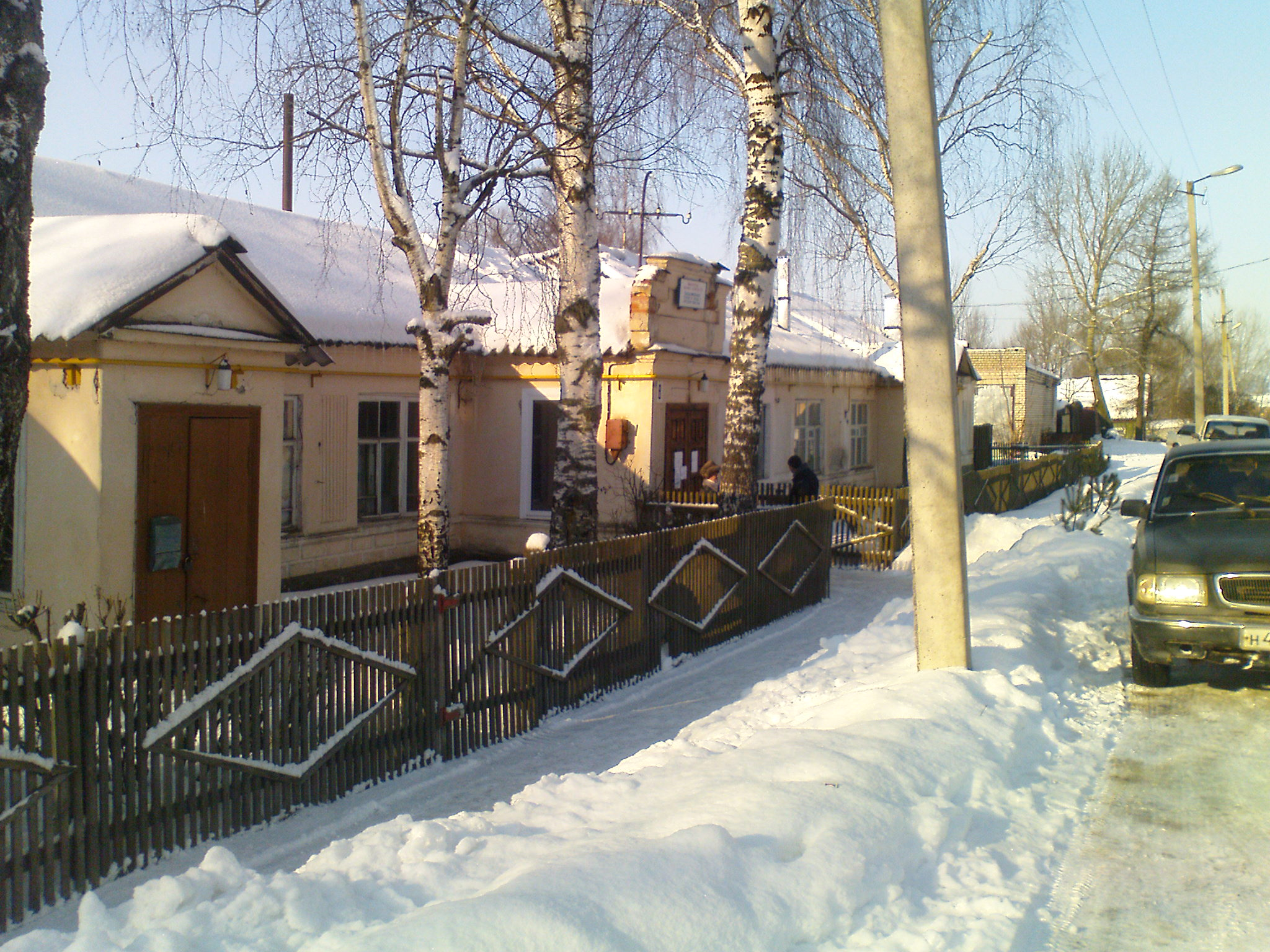

57°47′N 36°42′E / 57.783°N 36.700°E
別熱茨克區（俄语：Бежецкий район），是俄羅斯的一個區，位於該國西部，由特維爾州負責管轄，面積約2,810平方公里，2010年該區人口36,701，人口密度每平方公里13.06人。